# Türkische Basketballnationalmannschaft

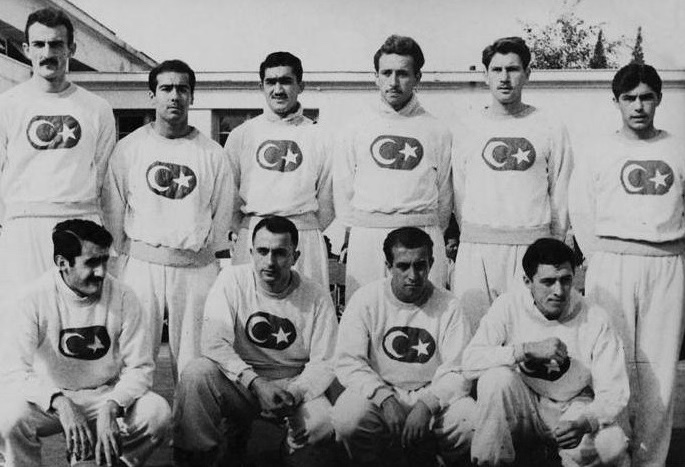
Türkische Basketballnationalmannschaft (1946–1947)

Die türkische Basketballnationalmannschaft repräsentiert die Türkei bei internationalen Spielen und bei Freundschaftsspielen. Ihre bislang größten Triumphe feierte die Mannschaft, als sie bei der EM im eigenen Land im Jahre 2001 Vizeeuropameister und bei der WM im Jahre 2010 ebenfalls im eigenen Land Vizeweltmeister wurde. Der Basketball ist nach Fußball die zweitbeliebteste Mannschaftssportart in der Türkei.
Der Gründer und erste Nationaltrainer der türkischen Basketballnationalmannschaft war der armenischstämmige Rupen Semerciyan. Für die Basketball-WM 2010 war die Türkei als Gastgeber automatisch qualifiziert.

## Die türkische Nationalmannschaft bei internationalen Wettbewerben

### Die Nationalmannschaft bei Olympischen Spielen
| Jahr | Austragungsort und -land        | Teilnahme          | Gegner  | Ergebnis  |
| ---- | ------------------------------- | ------------------ | ------- | --------- |
| 1936 | Berlin, Deutschland             | Erste Trostrunde   | Ägypten | 21. Platz |
| 1948 | London, Vereinigtes Königreich  | nicht teilgenommen | –       | –         |
| 1952 | Helsinki, Finnland              | Vorrunde           | Italien | 22. Platz |
| 1956 | Melbourne, Australien           | nicht teilgenommen | –       | –         |
| 1960 | Rom, Italien                    | nicht teilgenommen | –       | –         |
| 1964 | Tokio, Japan                    | nicht teilgenommen | –       | –         |
| 1968 | Mexiko-Stadt, Mexiko            | nicht teilgenommen | –       | –         |
| 1972 | München, Deutschland            | nicht teilgenommen | –       | –         |
| 1976 | Montréal, Kanada                | nicht teilgenommen | –       | –         |
| 1980 | Moskau, Sowjetunion             | nicht teilgenommen | –       | –         |
| 1984 | Los Angeles, Vereinigte Staaten | nicht teilgenommen | –       | –         |
| 1988 | Seoul, Südkorea                 | nicht teilgenommen | –       | –         |
| 1992 | Barcelona, Spanien              | nicht teilgenommen | –       | –         |
| 1996 | Atlanta, Vereinigte Staaten     | nicht teilgenommen | –       | –         |
| 2000 | Sydney, Australien              | nicht teilgenommen | –       | –         |
| 2004 | Athen, Griechenland             | nicht teilgenommen | –       | –         |
| 2008 | Peking, China                   | nicht teilgenommen | –       | –         |
| 2012 | London, Großbritannien          | nicht teilgenommen | –       | –         |

### Die Nationalmannschaft bei Weltmeisterschaften

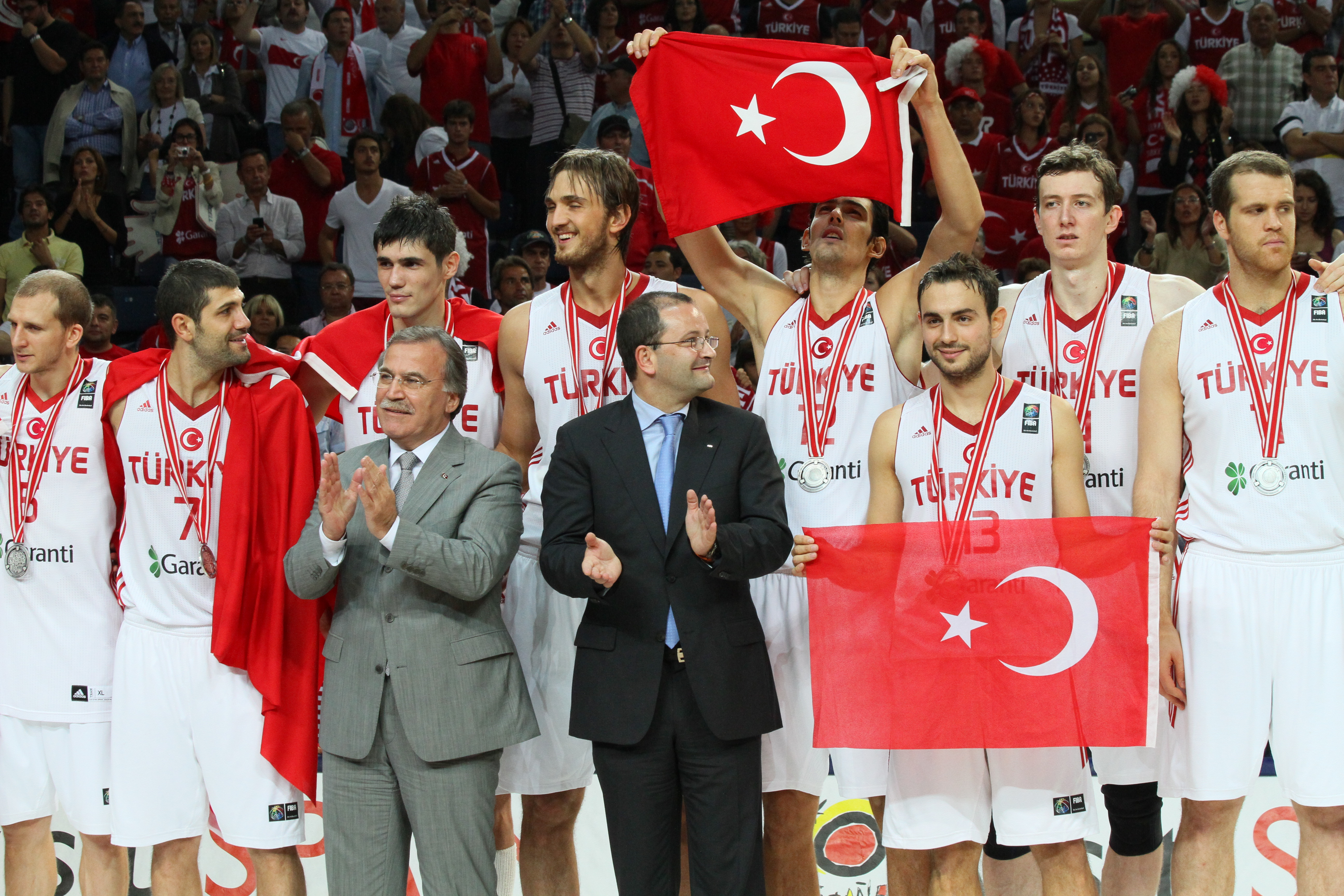
Türkische Nationalmannschaft bei der Siegerehrung der WM 2010

| Jahr | Austragungsort und -land         | Teilnahme          | Gegner                 | Ergebnis  |
| ---- | -------------------------------- | ------------------ | ---------------------- | --------- |
| 1953 | Buenos Aires, Argentinien        | nicht teilgenommen | –                      | –         |
| 1954 | Rio de Janeiro, Brasilien        | nicht teilgenommen | –                      | –         |
| 1959 | Santiago de Chile, Chile         | nicht teilgenommen | –                      | –         |
| 1963 | Rio de Janeiro, Brasilien        | nicht teilgenommen | –                      | –         |
| 1967 | Montevideo, Uruguay              | nicht teilgenommen | –                      | –         |
| 1970 | Ljubljana, Jugoslawien           | nicht teilgenommen | –                      | –         |
| 1974 | San Juan, Puerto Rico            | nicht teilgenommen | –                      | –         |
| 1978 | Manila, Philippinen              | nicht teilgenommen | –                      | –         |
| 1982 | Cali, Kolumbien                  | nicht teilgenommen | –                      | –         |
| 1986 | Madrid, Spanien                  | nicht teilgenommen | –                      | –         |
| 1990 | Buenos Aires, Argentinien        | nicht teilgenommen | –                      | –         |
| 1994 | Toronto, Kanada                  | nicht teilgenommen | –                      | –         |
| 1998 | Athen, Griechenland              | nicht teilgenommen | –                      | –         |
| 2002 | Indianapolis, Vereinigte Staaten | Spiel um Platz 9   | Russland               | 9. Platz  |
| 2006 | Japan                            | Spiel um Platz 5   | Frankreich             | 6. Platz  |
| 2010 | Türkei                           | Finale             | Vereinigte Staaten     | 2. Platz  |
| 2014 | Spanien                          | Viertelfinale      | Litauen                | 8. Platz  |
| 2019 | China                            | Vorrunde           | USA, Tschechien, Japan | 22. Platz |

### Die Nationalmannschaft bei Europameisterschaften
| Jahr | Austragungsort und -land                         | Teilnahme               | Gegner                 | Ergebnis  |
| ---- | ------------------------------------------------ | ----------------------- | ---------------------- | --------- |
| 1935 | Genf, Schweiz                                    | nicht teilgenommen      | –                      | –         |
| 1937 | Riga, Lettland                                   | nicht teilgenommen      | –                      | –         |
| 1939 | Kaunas, Litauen                                  | nicht teilgenommen      | –                      | –         |
| 1946 | Genf, Schweiz                                    | nicht teilgenommen      | –                      | –         |
| 1947 | Prag, Tschechoslowakei                           | nicht teilgenommen      | –                      | –         |
| 1949 | Kairo, Ägypten                                   | Gruppenspiele           | –                      | 4. Platz  |
| 1951 | Paris, Frankreich                                | Spiel um Platz 5        | Italien                | 6. Platz  |
| 1953 | Moskau, Russland                                 | nicht teilgenommen      | –                      | –         |
| 1955 | Budapest, Ungarn                                 | Classification Round II | England                | 11. Platz |
| 1957 | Sofia, Bulgarien                                 | Classification Round    | –                      | 9. Platz  |
| 1959 | Istanbul, Türkei                                 | Classification Round II | Finnland, DDR          | 12. Platz |
| 1961 | Belgrad, Jugoslawien                             | Spiel um Platz 9        | Polen                  | 10. Platz |
| 1963 | Breslau, Polen                                   | Spiel um Platz 15       | Niederlande            | 15. Platz |
| 1965 | Moskau und Tiflis, Sowjetunion                   | nicht teilgenommen      | –                      | –         |
| 1967 | Helsinki und Tampere, Finnland                   | nicht teilgenommen      | –                      | –         |
| 1969 | Neapel, Italien                                  | nicht teilgenommen      | –                      | –         |
| 1971 | Essen und Böblingen, Deutschland                 | Spiel um Platz 11       | Israel                 | 12. Platz |
| 1973 | Barcelona, Spanien                               | Spiel um Platz 7        | Israel                 | 8. Platz  |
| 1975 | Belgrad, Jugoslawien                             | Classification Round    | –                      | 9. Platz  |
| 1977 | Liege, Belgien                                   | nicht teilgenommen      | –                      | –         |
| 1979 | Gorizia, Italien                                 | nicht teilgenommen      | –                      | –         |
| 1981 | Bratislava, Havírov und Prag, Tschechoslowakei   | Classification Round    | –                      | 11. Platz |
| 1983 | Limoges, Caen und Nantes, Frankreich             | nicht teilgenommen      | –                      | –         |
| 1985 | Karlsruhe, Leverkusen und Stuttgart, Deutschland | nicht teilgenommen      | –                      | –         |
| 1987 | Athen, Griechenland                              | nicht teilgenommen      | –                      | –         |
| 1989 | Zagreb, Jugoslawien                              | nicht teilgenommen      | –                      | –         |
| 1991 | Rom, Italien                                     | nicht teilgenommen      | –                      | –         |
| 1993 | Karlsruhe, Berlin und München, Deutschland       | Zwischenrunde           | –                      | 11. Platz |
| 1995 | Athen, Griechenland                              | Vorrunde                | –                      | 13. Platz |
| 1997 | Badalona und Barcelona, Spanien                  | Spiel um Platz 7        | Polen                  | 8. Platz  |
| 1999 | Frankreich                                       | Spiel um Platz 7        | Deutschland            | 8. Platz  |
| 2001 | Ankara, Antalya und Istanbul, Türkei             | Finale                  | Serbien und Montenegro | 2. Platz  |
| 2003 | Schweden                                         | Elimination Round       | Serbien und Montenegro | 12. Platz |
| 2005 | Serbien und Montenegro                           | Elimination Round       | Deutschland            | 9. Platz  |
| 2007 | Spanien                                          | Zwischenrunde           | –                      | 11. Platz |
| 2009 | Polen                                            | Spiel um Platz 7        | Russland               | 8. Platz  |
| 2011 | Litauen                                          | Zwischenrunde           | –                      | 11. Platz |
| 2013 | Slowenien                                        | Vorrunde                | –                      | 17. Platz |
| 2015 | Deutschland, Frankreich, Kroatien und Lettland   | Achtelfinale            | Frankreich             | 14. Platz |
| 2017 | Finnland, Israel, Rumänien, Türkei               | Achtelfinale            | Spanien                | 14. Platz |
| 2022 | Deutschland, Georgien, Italien, Tschechien       | Achtelfinale            | Frankreich             | 10. Platz |

## Auszeichnungen
- 2 × Sedat-Simavi-Preis
  - 2001 (25. Ausgabe) in der Kategorie: Sport
    - für den Erfolg bei der Basketball-Europameisterschaft 2001, wo sie das Finale erreichten.[1]

  - 2010 (34. Ausgabe) in der Kategorie: Sport
    - für den Erfolg bei der Basketball-Weltmeisterschaft 2010, wo sie das Finale erreichten.[2]